# Shawn Milne
Shawn Milne (né le 9 novembre 1981 à North Conway) est un coureur cycliste américain.

## Palmarès sur route

### Par années
- 2003
  - 3e du Tour de Moselle
- 2004
  - 2e étape du Trofeo Diputacion de Alicante
  - 1re étape du Tour du Connecticut
  - 6e étape de la Tour de Lleida
- 2005
  - 3e étape du Nature Valley Grand Prix
- 2006
  - Univest Grand Prix
  - Fitchburg Longsjo Classic :
    - Classement général
    - 2e et 3e étapes
- 2007
  -  Champion des États-Unis du critérium[1],[2]
  - Tour de Taïwan :
    - Classement général
    - 1re étape
- 2008
  - 5e étape du Tour de Taïwan
- 2009
  - US Air Force Cycling Classic
- 2012
  - 2e étape de la Joe Martin Stage Race

### Classements mondiaux
| Année            | 2006 | 2007 | 2008 | 2009 | 2010 | 2011 |
| ---------------- | ---- | ---- | ---- | ---- | ---- | ---- |
| UCI America Tour | 69e  |      |      | 55e  | 247e | 205e |
| UCI Asia Tour    |      | 27e  | 57e  |      |      |      |

## Palmarès en cyclo-cross
- 2012-2013
  - NEPCX #7 - NBX Gran Prix of Cross 1, Warwick
  - NEPCX #8 - NBX Gran Prix of Cross 2, Warwick

- 2013-2014
  - NEPCX #6 - The Cycle-Smart International 2, Northampton
  - NEPCX #8 - NBX Gran Prix of Cross - Day 2, Warwick